# 9. Fallschirmjäger-Division
Pour les articles homonymes, voir 9e division.
La 9. Fallschirmjäger-Division (9e division parachutiste) est une des divisions de parachutistes (Fallschirmjäger) de l'armée allemande (Wehrmacht) dans la Luftwaffe durant la Seconde Guerre mondiale.
Elle a été détachée par Hermann Göring auprès du groupe d'armées Vistule, placé sous le commandement du général Gotthard Heinrici, afin d'être déployée pour la défense de Berlin en avril 1945.

## Historique
La division est formée par ordonnancement du 24 septembre 1944, mais la formation est annulée le 25 octobre 1944. Le nouvellement formé Fallschirm-Luftnachrichten-Abteilung est transféré à l'Armée de Terre (Heer) dans la 85. Infanterie-Division le 2 janvier 1945. 
La division est réformée de décembre 1944 à février 1945 dans la région de Stettin, de diverses unités régulières et ad hoc. 
À la fin de février 1945, le II./FJR.25 et le III./FJR.26 sont envoyés dans le Festung Breslau et quittent la division. La division a participé aux combats dans la région de Stargard-Dramburg, et a été mise en réserve dans la région de Prenzlau en mars 1945. Elle devait absorber des éléments de la 2. Fallschirmjäger-Division le 23 mars 1945, mais cela a apparemment été annulé. Le 8 avril 1945, la division compte encore 11 600 hommes dans la région de Berlin. 
La division se rend aux Soviétiques en mai 1945.

## Rattachement
| Date         | Rattachement           | Localisation                     |
| ------------ | ---------------------- | -------------------------------- |
| Février 1945 | stellv. II. AK/AOK.11  | Stargard                         |
| Mars 1945    | stellv. II. AK/PzAOK.3 | Stettin, Prenzlau                |
| Avril 1945   | XI. SS/AOK.9           | Bridgehead Küstrin               |
| Mai 1945     | LVI. AK                | Zechlin, Gusow, région de Berlin |

## Commandement
| Début             | Fin           | Grade                        | Nom                 |
| ----------------- | ------------- | ---------------------------- | ------------------- |
| 24 septembre 1944 | 2 mars 1945   | Generalleutnant              | Gustav Wilke (en)   |
| 2 mars 1945       | 18 avril 1945 | General der Fallschirmtruppe | Bruno Bräuer        |
| 19 avril 1945     | 2 mai 1945    | Oberst                       | Harry Herrmann (en) |

## Chef d'état-major
| Début            | Fin | Grade | Nom            |
| ---------------- | --- | ----- | -------------- |
| 1er février 1945 | ?   | Major | Heinrich Engel |

## Composition
Décembre 1944
- Fallschirm-Jäger-Regiment 25
- Fallschirm-Jäger-Regiment 26
- Fallschirm-Jäger-Regiment 27
- Fallschirm-Panzer-Jäger(Zerstörer)-Abteilung 9
- Fallschirm-Artillerie-Regiment 9
- Fallschirm-Flak-Abteilung 9
- Fallschirm-Pionier-Bataillon 9
- Fallschirm-Luftnachrichten-Abteilung 9
- Fallschirm-Feldersatz-Bataillon 9
- Kommandeur der Fallschirm-Jäger-Division Nachschubtruppen 9

Le remplacement des troupes se fait à partir du Fallschirm-Jäger-Ersatz-Bataillon 4

## Combats et batailles
- 16-19 avril 1945 : positionnée sur la droite de la Panzerdivision Müncheberg et après avoir repoussé durant trois jours les assauts de l'Armée rouge lors de la bataille des Hauteurs de Seelow, elle se débande, ce qui entraîne la percée soviétique, puis l'effondrement du front de l'Oder, ses derniers éléments combattant dans les ruines de Berlin.